# Ратищівська сільська рада
Ра́тищівська сільська́ ра́да — адміністративно-територіальна одиниця та орган місцевого самоврядування у Зборівському районі Тернопільської області. Адміністративний центр — село Ратищі.

## Загальні відомості
Ратищівська сільська рада утворена в 1939 році.
- Територія ради: 1,66 км²
- Населення ради: 558 осіб (станом на 2001 рік)
- Територією ради протікає річка Серет

## Населені пункти
Сільській раді підпорядковані населені пункти:
- с. Ратищі
- с. Піщане

## Склад ради
Рада складається з 12 депутатів та голови.
- Голова ради: Лукасевич Сергій Миколайович

### Керівний склад попередніх скликань
| Прізвище, ім'я, по батькові  | Основні відомості                                                                     | Дата обрання | Дата звільнення |
| ---------------------------- | ------------------------------------------------------------------------------------- | ------------ | --------------- |
| Пугач Зіновія Йосипівна      | Сільський голова, 1951 року народження, член Всеукраїнського об'єднання «Батьківщина» | 26.03.2006   | 31.10.2010      |
| Лукасевич Сергій Миколайович | Сільський голова, 1965 року народження, освіта середня спеціальна, безпартійний       | 31.10.2010   |                 |

Примітка: таблиця складена за даними сайту Верховної Ради України

### Депутати
За результатами місцевих виборів 2010 року депутатами ради стали:

#### За суб'єктами висування
| Суб'єкт висування | Кількість обраних депутатів | %   |
| ----------------- | --------------------------- | --- |
| Самовисування     | 12                          | 100 |

#### За округами
| № округу | Прізвище, ім'я, по батькові    | Дата визнання обраним | Освіта  | Партійна приналежність | Відомості про обраного депутата                             |
| -------- | ------------------------------ | --------------------- | ------- | ---------------------- | ----------------------------------------------------------- |
| 1        | Пиняга Іван Петрович           | 04.11.2010            | середня | позапартійний          | пенсіонер                                                   |
| 2        | Макар Володимир Володимирович  | 04.11.2010            | вища    | позапартійний          | Залозецьке відділення зв'язку, електромеханік               |
| 3        | Бурава Володимир Богданович    | 04.11.2010            | середня | позапартійний          | Залозецький спиртзавод, робітник                            |
| 4        | Боляк Зор'яна Олегівна         | 04.11.2010            | середня | позапартійна           | фельдшерсько-акушерський пункт с. Ратищі, завідувачка ФАПом |
| 5        | Пом'як Ігор Михайлович         | 04.11.2010            | середня | позапартійний          | тимчасово не працює                                         |
| 6        | Бенцал Руслан Іванович         | 04.11.2010            | середня | позапартійний          | тимчасово не працює                                         |
| 7        | Петровський Іван Зіновійович   | 04.11.2010            | середня | позапартійний          | тимчасово не працює                                         |
| 8        | Тимчишин Олег Омелянович       | 04.11.2010            | середня | член Партії регіонів   | Зборівагроліс, лісник                                       |
| 9        | Василевський Андрій Васильович | 04.11.2010            | середня | позапартійний          | Зборівгаз                                                   |
| 10       | Костюк Марія Василівна         | 04.11.2010            | середня | позапартійна           | фельдшерсько-акушерський пункт с. Піщане, завідувачка ФАПом |
| 11       | Вовк Мирослава Петрівна        | 04.11.2010            | середня | позапартійна           | тимчасово не працює                                         |
| 12       | Стахів Оксана Василівна        | 04.11.2010            | вища    | позапартійна           | тимчасово не працює                                         |